# Scankab Arena Aarup
Scankab Arena Aarup er et fodboldstadion i Aarup på Fyn, som er hjemsted for 2. divisionsklubben Aarup Boldklub.
 Der er for få eller ingen kildehenvisninger i denne artikel, hvilket er et problem. Du kan hjælpe ved at angive troværdige kilder til de påstande, som fremføres i artiklen.

55°22′39.55″N 10°2′22.5″Ø / 55.3776528°N 10.039583°Ø